# 承御范氏
承御范氏（?—?），金朝第六代皇帝金章宗的后宫，封承御。
泰和八年（1208年），范氏与后宫承御賈氏都有孕，章宗病重，属意把皇位让给叔叔卫王完颜永济。不久章宗驾崩，遗诏由完颜永济即位，并表示贾氏与范氏有孕，若其中有人生下男孩，就立为皇储；如果都是男的，则选适当的继承。章宗才过世三天，宣称有孕的范氏便动了胎气流产，于是完颜匡便找到理由献计向完颜永济邀功。大安元年（1209年）二月，完颜永济下诏表示承御范氏之子早已流产。范氏自愿在章宗神御前削发为尼，并祈求章宗显灵保祐贾氏安产。四月，完颜永济下诏称元妃李师儿与其母王盻儿、太监李新喜合谋，命令贾氏诈称有孕。完颜永济赐李元妃自尽，承御賈氏也被赐死。